# Saligny, Constanța
Saligny este satul de reședință al comunei cu același nume din județul Constanța, Dobrogea, România. Numele localității provine de la cel al inginerului român Anghel Saligny. În trecut localitatea se numea Aziza/ Azizia. La recensământul din 2002 avea o populație de 800 locuitori.